# Jyväskylä stadskyrka

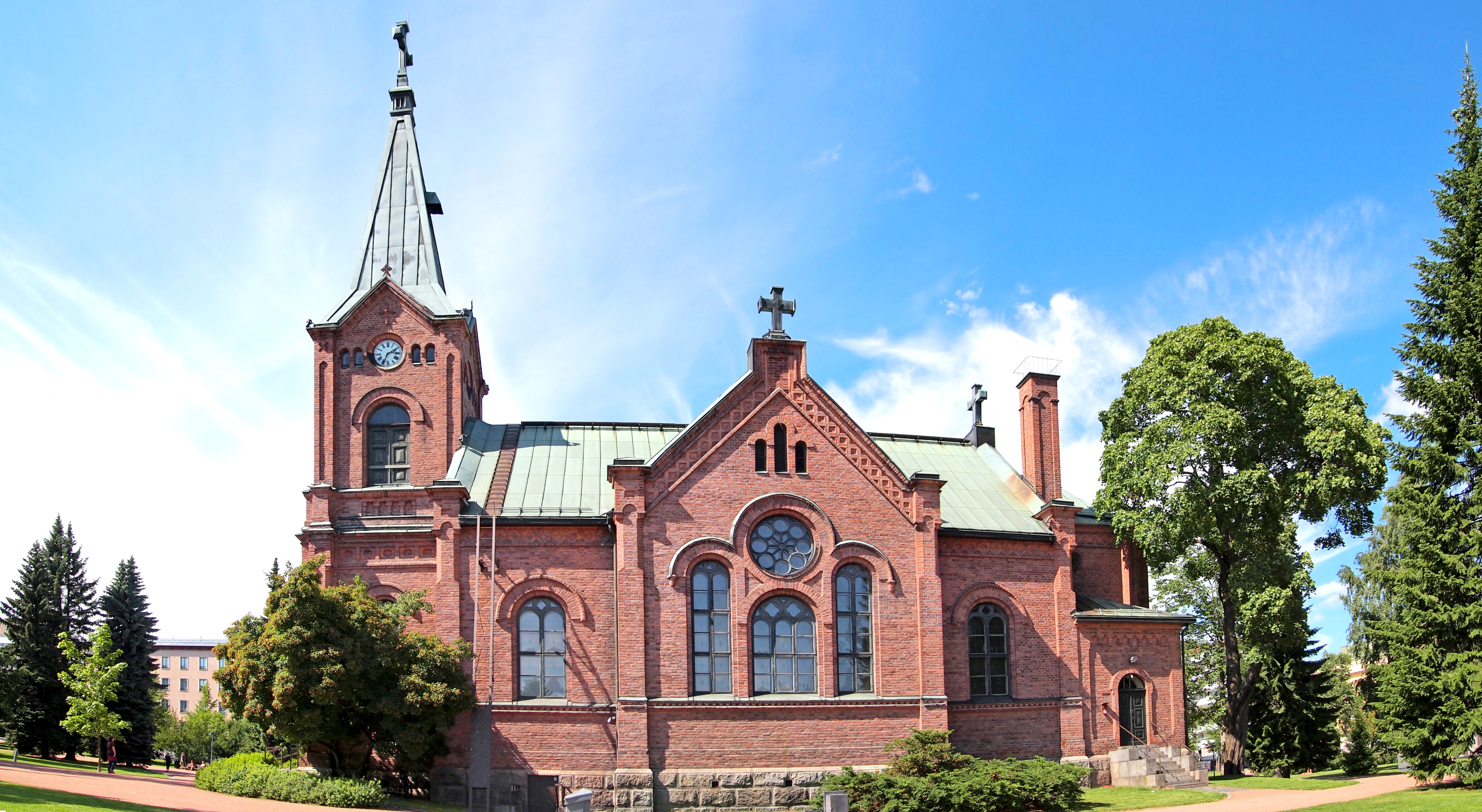
Stadskyrkan i Jyväskylä

Jyväskylä stadskyrka är en kyrkobyggnad i den finländska staden Jyväskylä i landskapet Mellersta Finland.

## Kyrkobyggnaden
Kyrkan byggdes i tegel mellan åren 1879 och 1890 efter ritningar av arkitekt Ludvig Isak Lindqvist av den svenskfödde kronobyggmästaren Anders Johan Janzon. Det var den första stenkyrkan i Mellersta Finland. Kyrkan representerar nygotisk och nyromansk stil och rymmer cirka 600 personer. Altartavlan är målad av Nina och Fredrik Ahlstedt 1901 och den nuvarande orgeln är från 1974.